# Vincent Kinchin

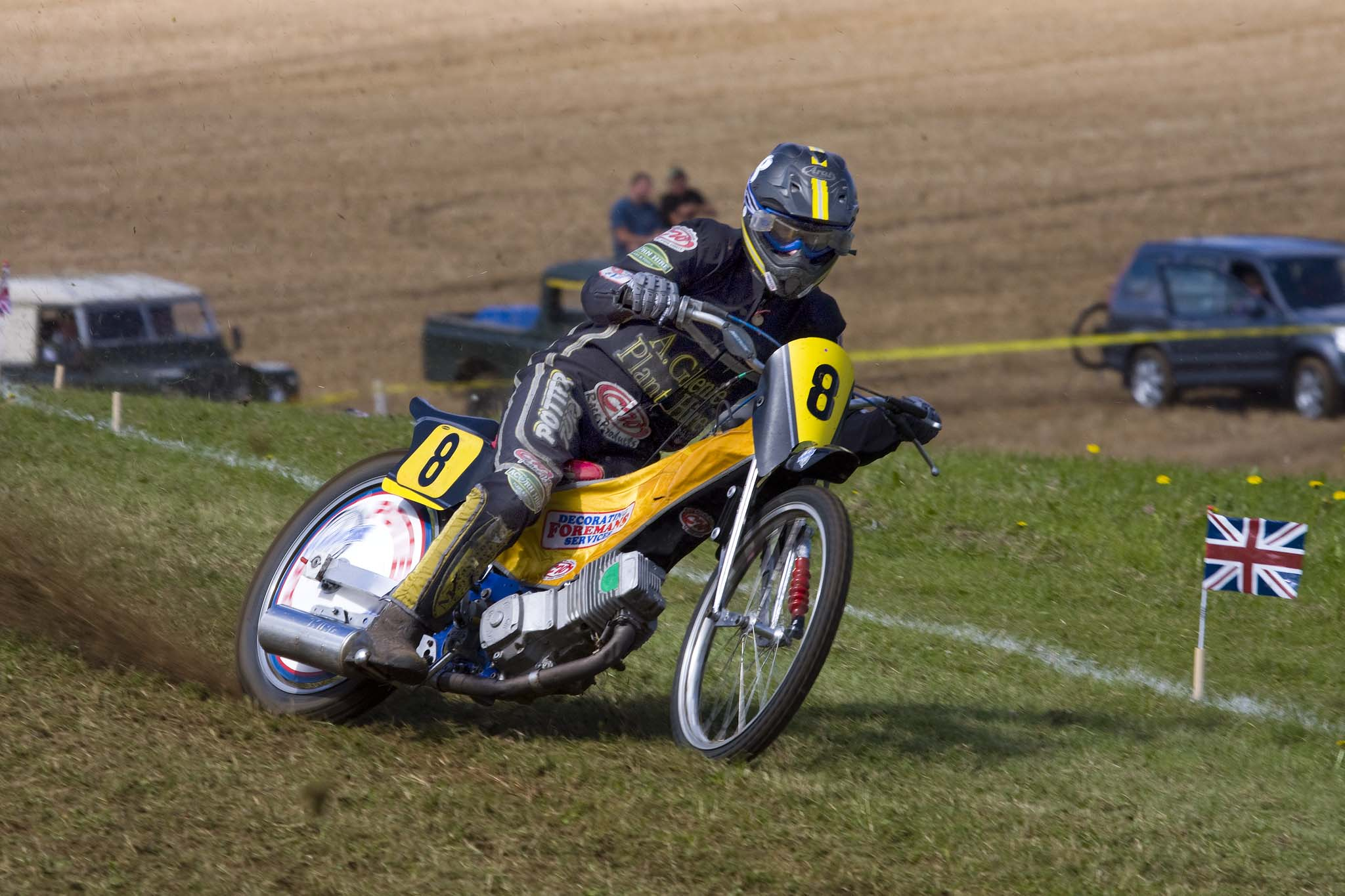
Vincent Kinchin, 2008

Vincent Kinchin (* 16. Dezember 1967 in New Romney, Kent; † 23. Mai 2010 in Güstrow) war ein britischer Bahnsportler.
Er war seit seinem elften Lebensjahr aktiv und fuhr nach anfänglichen Versuchen im Speedway vor allem Langbahn- und Grasbahnrennen. Bei den British Masters Grass Track Championship platzierte er sich zehnmal unter den zehn besten Fahrern, in den Jahren 1998 und 2001 qualifizierte er sich für das Finale der Grasbahn-Europameisterschaften. Sein größter internationaler Erfolg war der dritte Platz mit dem britischen Team beim Mannschaftswettbewerb der Langbahn-Weltmeisterschaft 2008 in Werlte. Im Jahr 2009 gewann er das 18. Internationale DMV-Grasbahnrennen in Angenrod. Er fuhr für einen Verein aus Maidstone, der Hauptstadt der Grafschaft Kent.
Während des 90. Internationalen Bergringrennens auf dem Teterower Bergring, den er 2008 als seine Lieblingsbahn bezeichnet hatte, verunglückte er nach einem Zusammenstoß mit der Maschine eines gestürzten Fahrers. Wenige Stunden später starb er im nahegelegenen Klinikum Güstrow an den Folgen seiner Verletzungen. Er war das fünfte Todesopfer in der Renngeschichte des Bergrings.
Vincent Kinchin war verheiratet und Vater von zwei Kindern. Sein erlernter Beruf war Dekorateur.